# Cherry Pie (All the Hitz 'N' More)
Cherry Pie (All the Hitz 'N' More) è una raccolta del gruppo musicale statunitense Warrant, pubblicata il 30 marzo 2004 dalla Deadline Records.
È una ristampa della raccolta Greatest & Latest con due cover non presenti nella versione precedente.

## Tracce
1. Cherry Pie '99 – 3:07
2. The Jones – 3:31
3. Down Boys '99 – 3:40
4. Southern Comfort – 3:31
5. Hollywood (So Far, So Good) '99 – 3:45
6. Uncle Tom's Cabin '99 – 3:35
7. Sometimes She Cries '99 – 4:40
8. 32 Pennies '99 – 3:35
9. Heaven '99 – 4:32
10. Thin Disguise '99 – 3:25
11. I Saw Red '99 – 4:34
12. Bad Tattoo – 3:18
13. Lay Your Hands on Me (cover dei Bon Jovi) – 4:58 (Jon Bon Jovi, Richie Sambora)
14. Photograph (cover dei Def Leppard) – 4:10 (Steve Clark, Pete Willis, Rick Savage, Mutt Lange, Joe Elliott)

## Formazione
- Jani Lane – voce
- Rick Steier – chitarra
- Erik Turner – chitarra
- Jerry Dixon – basso
- Bobby Borg – batteria
- Danny Wagner – tastiere

### Altri musicisti
- James Kottak – batteria in Lay Your Hands on Me
- Randy Castillo – batteria in Photograph